# Schloss Carwinden

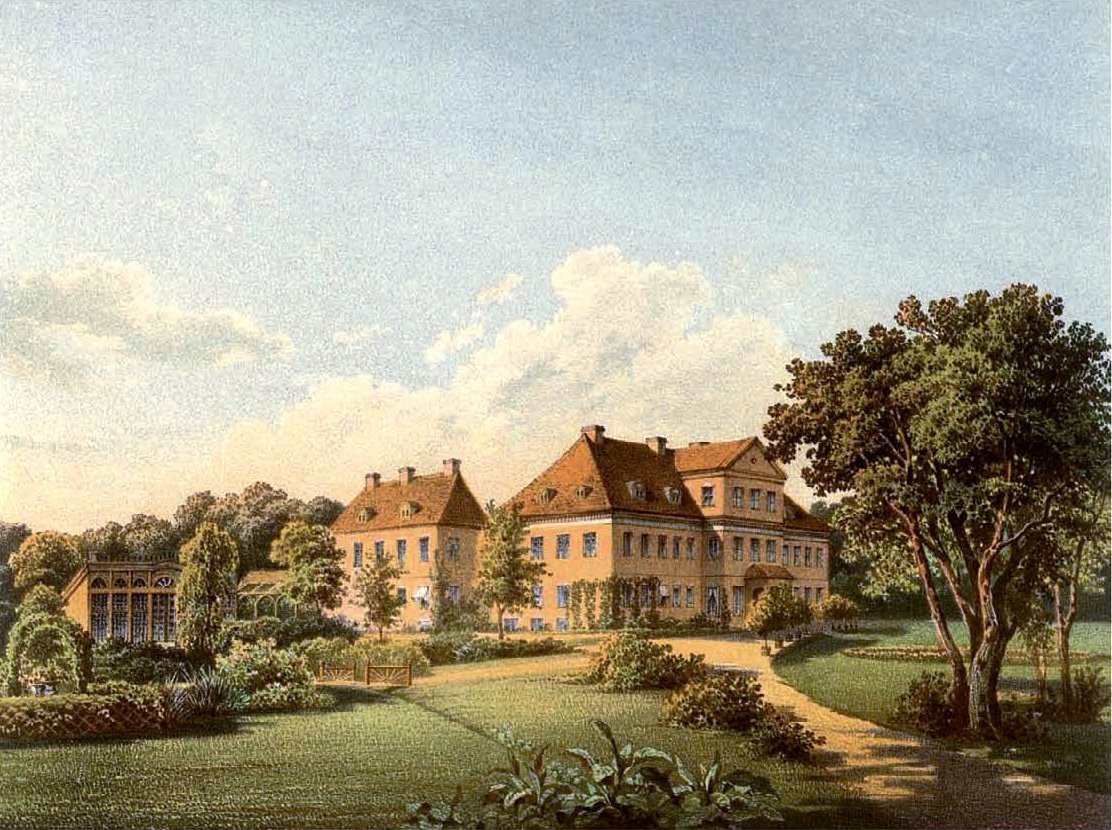
Schloss Carwinden um 1860, Sammlung Alexander Duncker

Schloss Carwinden war ein Herrensitz derer von Dohna-Carwinden in Karwiny (dt. Karwinden). Es ist, von wenigen Resten abgesehen, im Zweiten Weltkrieg zerstört worden.

## Geschichte
1333 wurde dem Obersten Spittler und Komtur von Elbing, Siegfried von Sitten, fünf Hufen zu kulmischem Recht verliehen. 1496 wurde Graf Stanislaus von Dohna (1433–1504) Carwinden als Pfandbesitz verschrieben. Dessen Söhne erhielten es 1514 als Lehen. Achatius von Dohna (1533–1619) ließ 1588 das Schloss Karwinden für seinen Bruder Fabian I. von Dohna errichten. 1660 ließ es Christoph Delphicus von Dohna in ein komfortableres Herrenhaus umbauen, um den Großen Kurfürsten standesgemäß empfangen zu können. Friedrich Ludwig zu Dohna-Carwinden fügte von 1713 bis 1715 mit Hilfe von John von Collas das Wohnhaus hinzu.
1931 gehörte Gut Carwinden mit u. a. Schlobitten und Schlodien zu einem großen Güterkomplex und hatte eine Eigengröße von 602 ha. Letzter namhafter Gutseigentümer wurde Wilhelm Christoph zu Dohna-Schlodien (* 1922; † 1944), auf Schlodien-Carwinden, er blieb unvermählt. Ihm folgte als letzter genealogischer Vertreter seiner Hauslinie sein Bruder Emanuel Carl Oskar zu Dohna-Schlodien (* 1927; † 1945).    Die Familie der Burggrafen und Grafen zu Dohna besaß das Anwesen bis 1945. Die von ihnen vor Kriegsende ausgelagerten wertvollsten Teile der Silberbibliothek blieben bis 2017 verschollen.
Das Schloss Karwinden wurde im Kriegsverlauf 1945 zerstört und danach abgetragen. Vom Eingang zum Gut Karwinden ist nur noch ein Gebäude an der Einfahrt, ein sogenannter Zirkelbau, vorhanden, der als Wohnhaus genutzt wird.